# スライドバルブ

スライドバルブの動作
1:摺動子
2:連接棒
3:摺動面
4:給排気口
5:給排気口
6:蒸気室
7:排気口

スライドバルブ（英語: slide valve）とは、摺動体が移動することによって流体の移動を制御するバルブである。
摺動体が摺動面に押し付けられるので気密を維持することが容易な反面、高圧化した場合、摩擦が増えるため必要な作動力が大きくなる。
ピストンバルブでは摺動体の往復による磨耗から気密を維持するためにピストンリングやOリングを要し、製造時に高精度を要求されるのに対して、スライドバルブでは摺動面が平面で工作精度を高めることが比較的容易で、構造上摺動に伴う磨耗でも気密を維持することが可能。